# Ernie Francis jr.

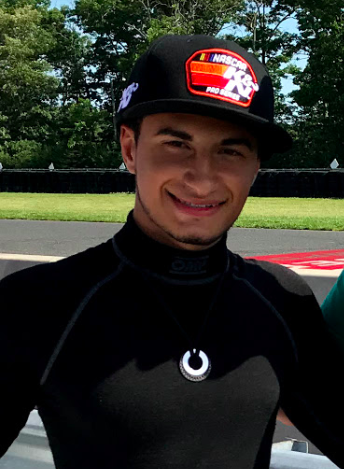
Ernie Francis in 2018

Ernie Francis jr. (Davie, Florida, 23 januari 1998) is een Amerikaans autocoureur. Hij is zevenvoudig kampioen in de Trans-Am Series.

## Autosportcarrière
Francis begon zijn autosportcarrière in 2013 in de Pirelli World Challenge (PWC) bij het team Breathless Performance. Hij kwam uit in de TCB-klasse en won zeven van de veertien races, maar vanwege een aantal uitvalbeurten werd hij slechts derde in de stand met 1345 punten. Dat jaar reed hij ook een race in de TA3-klasse van de Trans-Am Series. In 2014 bleef hij actief in de PWC, maar nam ditmaal deel aan de TCA-klasse. Hij miste de eerste race, maar behaalde in de rest van het jaar drie overwinningen. Hierdoor werd hij wederom derde in de eindstand met 1366 punten. Daarnaast reed hij een volledig seizoen in de TA3A-klasse van de Trans-Am Series, waarin hij vijf zeges behaalde en kampioen werd met 316 punten.
In 2015 reed Francis een dubbel programma in de TC-klasse van de PWC en de TA3A-klasse van de Trans-Am Series. In de PWC won hij vier races en werd hij met 1621 punten tweede in het klassement. In de Trans-Am behaalde hij acht overwinningen en werd hij kampioen met 249 punten. In 2016 reed hij nog slechts een handvol races in de PWC en lag zijn focus op de Trans-Am Series. In de TA4-klasse won hij negen van de tien races waar hij aan deelnam en werd hij met 338 punten overtuigend kampioen. Aan het eind van het seizoen reed hij twee races in de TA3-klasse, waarin hij op de Daytona International Speedway een podiumfinish behaalde.
In 2017 werd Francis kampioen in de TA-klasse van de Trans-Am Series met tien zeges uit dertien races. Tijdens het seizoen behaalde hij 386 punten. Daarnaast maakte hij zijn NASCAR-debuut in de NASCAR Xfinitiy Series bij MBM Motorsports op Road America, maar finishte de race niet. In 2018 werd Francis opnieuw kampioen in de TA-klasse van de Trans-Am Series, ditmaal met vijf overwinningen en 279 punten. Daarnaast reed hij twee races in de NASCAR K&N Pro Series East bij het team van Max Siegel. Op het New Jersey Motorsports Park werd hij tweede, terwijl hij op Watkins Glen International elfde werd.
In 2019 en 2020 reed Francis enkel in de TA-klasse van de Trans-Am Series. In beide seizoenen werd hij kampioen met vier overwinningen; in 2019 scoorde hij 316 punten en in 2020 behaalde hij 253 punten. In 2021 debuteerde hij in het formuleracing in het Formula Regional Americas Championship (FRAC), waarin hij uitkwam voor Future Star Racing. Daarnaast bleef hij actief in de Trans-Am Series en kwam hij uit in de nieuwe SRX Series. In het FRAC behaalde hij drie overwinningen: een op de Mid-Ohio Sports Car Course en twee op de Brainerd International Raceway. Met 160 punten werd hij achter Kyffin Simpson en Joshua Car derde in het klassement. In de Trans-Am Series kende hij een lastig seizoen waarin hij slechts een zege behaalde op Brainerd. Met 225 punten werd hij derde in het klassement. In de SRX Series won hij een race op de Lucas Oil Raceway en werd hij met 192 punten tweede achter Tony Stewart.
In 2022 stapt Francis over naar de Indy Lights, waarin hij uitkomt voor het team Force Indy.